# Kuria Muria
Les illes de Kuria Muria o illes Khuriya Muriya (àrab: جزر خوريا موريا, juzur Ḫūrīyā Mūrīyā) són un grup d'illes i illots de la costa d'Oman, a la badia de Kuria Muria o badia d'Hasik.
Antigament foren anomenades illes Zenòbies (llatí: Zenobii Insulae; grec antic: Ζηνοβίου νησία, Zenobiou) i també Doliche (grec antic: Δολίχη). La badia era anomenada Sinus Sachalites (grec antic: Σαχαλίτης κόλπος).
El nombre d'illes és de cinc i formen la província de Shalim i illes Hallaniyat a la governació de Dhofar, amb una superfície de 73 km².

## Les illes
Les illes són (d'oest a est):
| Illa              | àrab, transliteració                   | Àrea km² | Altura metres | Coordenades                                          |
| ----------------- | -------------------------------------- | -------- | ------------- | ---------------------------------------------------- |
| Al-Hasikiyah      | جزيرة الحاسكية, jazīrat al-Ḥāsikiyya   | 2        | 155           | 17° 28′ 28″ N, 55° 36′ 05″ E / 17.47444°N,55.60139°E |
| Al-Sawda          | الجزيرة السوداء, al-jazīra al-sawdāʾ   | 11       | 399           | 17° 29′ 28″ N, 55° 51′ 18″ E / 17.49111°N,55.85500°E |
| Al-Hallaniyah     | جزيرة الحلانية, jazīrat al-Ḥallāniyya  | 56       | 501           | 17° 30′ 52″ N, 56° 01′ 29″ E / 17.51444°N,56.02472°E |
| Qarzawit          | جرزعوت, Jarzaʿūt                       | 0.3      | 70            | 17° 37′ 01″ N, 56° 08′ 24″ E / 17.61694°N,56.14000°E |
| Al-Qibliyah       | الجزيرة القبلية, al-jazīra al-Qibliyya | 3        | 168           | 17° 30′ 00″ N, 56° 20′ 15″ E / 17.50000°N,56.33750°E |
| Illes Kuria Muria | جزر خوريا موريا, juzur Ḥūriyā Mūriyā   | 73       | 501           | 17° 30′ N, 56° 00′ E / 17.500°N,56.000°E             |

## Hallaniyah
L'illa és de forma triangular amb el vèrtix a l'oest; al nord hi ha un embarcador amb algunes cases i a l'est una badia (Ghubbat al-Rahib) limitada al nord pel cap Ras al-Hallaniyah i al sud pel promontori de Ras Sayyi el cap del qual forma l'extrem sud-est de l'illa; la punta occidental es diu Erekhi Frahunt. La superfície és de 56 km².

## Illots
Alguns illots se situen a la costa d'al-Hallaniyah. L'illa més oriental al-Qibliya té l'illot Four Peacked Rock al nord-oest i la Well Rock al sud-oest.

## Història

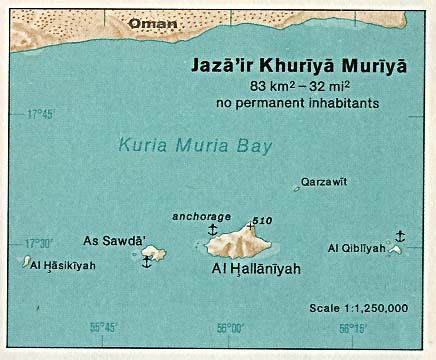
Mapa

Les illes ja són esmentades per alguns autors clàssic com Claudi Ptolemeu (vi. 7. § 47) que diu que eren set illes petites al Sinus Sachalites. Ptolemeu esmenta als habitants com askitai i Plini com ascitae, nom que clarament deriva d'Hasik a la costa sudaràbiga. En temps dels parts es suposa que eren les set illes de Zenobius que eren la frontera de l'imperi amb el regne d'Hadramaut
Al-Idrisi el 1164 diu que depenien d'al-Shihr i les anomena com Kharyan i Maryan, afegint que els habitants eren molt pobres i que la vida només era tolerable a l'estiu quan es podia navegar; viviend de les escames de les tortugues que venien als iemenites i de bon ambre pel qual obtenien unes apreciables quantitats de diners; les situa a la badia de les Herbes (Djawn al-Bashish); eren visitaven des de Shihr, Mukalla i Hadramaut i fins i tot des d'al-Hudayda al Iemen que buscaven guano dels ocells de mar que abundava a les illes Hasikiyya i Djubayla (Al-Qibliyah) i que servia d'adob per alguns cultius, especialment el tabac.
Els portuguesos foren els primers a assenyalar la seva existència el 1503 i els van dir Curia-Muria. L'illa occidental, Hasikiyya o illa d'Hasik, fou batejada Hezquiye o Asquie pels portuguesos que la van visitar el 1588; altres foren Sodié (Sawda), i Redondo (Qarzawit). Igual que l'illa oriental està coberta de turons de pedra vermella granítica, i poblada de pelicans i altres ocells.
El 1818 els kawasim de Djulfar hi van fer una expedició potser per fer-les servir de base en els seus atacs pirates. Els habitants foren expulsats i per un temps van restar despoblades. No se sap si una mica abans o una mica després, les illes van passar a la tribu dels Banu Khalfan, dependent dels Banu Afrar de Mahra i que residien a Mirbat a la costa de Zufar. Llavors els àrabs de la costa sud d'Aràbia les van anomenar Djazair ibn Khalfan (dels Ibn Khalfan o Banu Khalfan) que encara és freqüent. El 1836 l'illa de Hallaniyah estava habitada per pescadors que parlaven un dialecte similar al de Socotora però pertanyien als Banu Djanaba (o Bayt Djanaba) la tribu que habita entre Hasik i Ras al-Hadd i segons la tradició s'hi havien establert després de ser expulsats d'Hasik per querelles locals.
Vers el 1850 el sultà de Mascat les va declarar sota el seu domini; llavors les illes eren visitades per plantadors de la Réunion per recollir el guano i el 1854 els britànics en van demanar la cessió al sultà Sayid Said ibn Sultan que hi va accedir i l'acte de cessió es va signar el 14 de juliol de 1854 i van quedar de fet com a dependència de la colònia d'Aden però per raons pràctiques el control l'exercia el resident britànic al Golf Pèrsic amb seu a Mascat. Els dipòsits de guano foren explotats del 1857 al 1859. El 1861 es va instal·lar una estació telegrafia a Hallaniyah però fou abandonada el 1862. El 1868 foren posades formalment sota l'autoritat del resident britànic a Aden sense formar part de la colònia. El 18 de gener de 1963 la colònia d'Aden es va convertir en Estat d'Aden, amb una nova constitució i una nova bandera; l'estat va ingressar el mateix dia a la Federació d'Aràbia del Sud. Les illes van passar sota autoritat el resident polític al Golf Pèrsic amb seu a Bahrein. El 30 de novembre de 1967 l'ambaixador britànic a l'ONU, Lord Caradon, va anunciar que els britànics retornarien les illes a Oman en lloc de al Iemen del Sud, d'acord amb el desig del centenar d'habitants i la transferència es va efectuar sent agregades a la wilaya de Zufar. Hallaniyah era llavors l'única habitada (36 habitants el 1885, 50 el 1936, 70 el 1947, 53 el 1976) i es dedicaven principalment a la pesca de la sardina.